# Silvana (Schiff)
Die Silvana war ein deutsches Seebäderschiff, das Helgoland und die Ostfriesischen Inseln bediente.

## Bau und technische Daten
Das Schiff, mit zwei Masten und zwei leicht nach hinten geneigten Schornsteinen, lief am 24. April 1897 auf der Werft der Howaldtswerke in Kiel für die Nordsee-Linie Dampfschiffs-GmbH des Hamburger Reeders Albert Ballin vom Stapel. Es war 72,7 m lang und 9,0 m und mit 804 BRT vermessen. Die Passagierkapazität betrug 618 Personen, die Geschwindigkeit des Doppelschrauben-Dampfschiffs 14 Knoten. Die Jungfernfahrt erfolgte am 2. Juni 1897.

## Laufbahn
Das Schiff fuhr ab Sommer 1897 zwischen Helgoland, Norderney und Borkum.
Ab Herbst 1899 und im Jahre 1900 diente die Silvana Jonathan Zenneck, Assistent des Straßburger Professors Ferdinand Braun, zur Erprobung drahtlosen Funkverkehrs über größere Entfernungen über See. Die Testversuche begannen im April 1899 mit einem Sender beim Leuchtturm an der Alten Liebe in Cuxhaven und einem Empfänger an der Kugelbake. Auf der Silvana wurde ebenfalls eine Sendeanlage eingebaut, so dass man die Entfernung immer weiter ausdehnen konnte, sobald Empfang registriert worden war. Am 25. September 1900 gelang zum ersten Mal eine Funkverbindung bis zum 62 km entfernten Helgoland.
Die Silvana war später eines der drei Schiffe, die 1907 und 1908 zu Testzwecken mit einem von Ernst Otto Schlick entwickelten, als Dampfturbine konstruierten Schiffskreisel ausgestattet waren, der zur Dämpfung der bei Seegang auftretenden Schlinger-, Roll- und Stampfbewegungen diente. Der Schwungring des Schiffskreisels of der Silvana hatte einen Durchmesser von 1,6 m, ein Gewicht von ca. 5100 kg und wurde mit ca. 1800/min betrieben. Wegen unbefriedigender Ergebnisse bei der Übertragung der Kreiselbewegung in weiteren Schiffsversuchen fand der Schlick’sche Schiffskreisel jedoch keine große Verbreitung.
Mit der Übernahme der Nordsee-Linie am 1. Januar 1905 durch die HAPAG, deren Generaldirektor Albert Ballin seit 1899 war, übernahm die HAPAG-die führende Rolle im Seebäderdienst an der Nordseeküste. Am Dienst der Silvana änderte sich dadurch bis zum Beginn des Ersten Weltkriegs nichts, auch wenn sie in den letzten Jahren vor 1914 in Cuxhaven beheimatet war. Dann wurden die Seebäder geschlossen, der Dienst eingestellt und die Seebäderschiffe von der Kaiserlichen Marine als Hilfsschiffe eingezogen. Die Silvana wurde am 1. August 1914 unter dem Kommando von Korvettenkapitän Max Forstmann als Hilfsstreuminendampfer C der Nordsee in Dienst gestellt und bereits drei Tage später wegen zu „schwacher Decksverbände“ wieder ausgemustert. Am 6. August verholte das Schiff nach Wilhelmshaven und wurde nach geringfügigen Modifizierungen als Führerschiff der Vorpostenflottille der Nordsee bis November 1914, danach ab März 1915 als Führerschiff der Handelsschutzflottille der Ostsee bis 1918 verwandt.
Nach dem Krieg wurde die Silvana 1919 an Frankreich ausgeliefert, und sie soll zwischen Marseille und Korsika eingesetzt worden sein. Sie wurde aber bereits 1920 von der HAPAG zurückgekauft. Anschließend wurde sie für den Dienst auf der Linie Hamburg-Danzig umgebaut, wobei sie 200 Kabinenplätze erhielt. Ihre erste Fahrt auf ihrer neuen Linie machte sie am 4. März 1921.
Am 14. November 1924 wurde sie zum Abwracken nach Hamburg verkauft.

## Unfälle
- Im 13. Januar 1906 ertrank angeblich der Kaufmann Simon Sandberg bei einer Überfahrt der Silvana von Cuxhaven nach Helgoland.[9]